# Roland Pettersson
Roland Lennart Ingvald Pettersson, född 22 januari 1932 i Norrköpings S:t Olofs församling, död 17 december 2021 i Norrköping, var en svensk kommunistisk politiker. Roland Pettersson satt 1967–1970 i kommunfullmäktige i Norrköping för Sveriges kommunistiska parti/Vänsterpartiet kommunisterna, dagens Vänsterpartiet. Han deltog 1967 i bildandet av den maoistiska utbrytargruppen Kommunistiska förbundet marxist-leninisterna (KFML), som år 1973 övertog namnet SKP. Pettersson lämnade ordförandeskapet i slutet av 1980-talet.